# Georg K. Glaser
Georg K. Glaser (* 30. Mai 1910 als Georg Glaser in Guntersblum; † 18. Januar 1995 in Paris) war ein deutschsprachiger Schriftsteller mit zunächst deutscher, dann französischer Staatsbürgerschaft.

## Leben

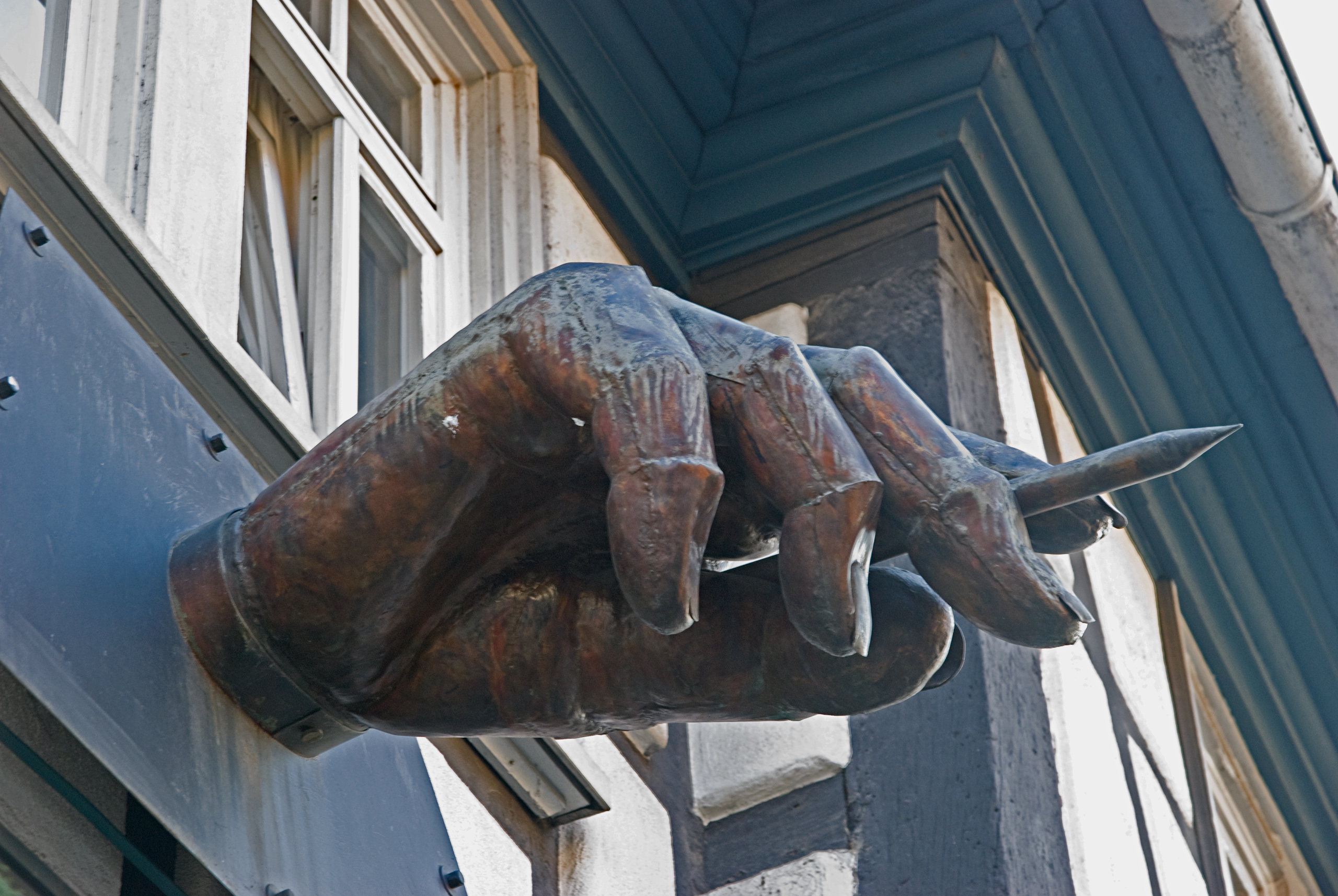
Von Georg K. Glaser entworfene Kupferskulptur „Die denkende Hand“ in Frankfurt-Höchst

Glaser war der Sohn eines Handwerkers, der nach dem Ersten Weltkrieg zum Postbeamten aufstieg. Er wuchs in Dolgesheim in Rheinhessen auf und besuchte ab 1916 eine Volksschule in Worms. Seine Jugend war geprägt von der autoritären Erziehung und den körperlichen Misshandlungen durch seinen Vater. Glaser galt früh als Rebell und durchlebte Zeiten in Erziehungsanstalten, darunter auch im von August Verleger geleiteten Westendheim in Frankfurt-Bockenheim.  Im Westendheim lernte Glaser auch Eugen Weidmann kennen, über dessen spätere Morde in Paris er mehrfach publizierte.  
Glaser suchte Anschluss an anarchistische und kommunistische Jugendorganisationen. Im Jahre 1929 wurde er wegen Landfriedensbruchs verhaftet.
Zu Beginn der 1930er Jahre entstanden erste schriftstellerische Arbeiten. Zeitweise war Glaser Gerichtsreporter für die KPD und publizierte in angesehenen Zeitungen, u. a. der Frankfurter Zeitung; er war aber auch als Fabrikarbeiter in verschiedenen Industriebetrieben tätig.
Nach der nationalsozialistischen Machtergreifung im Jahre 1933 agierte Glaser im antifaschistischen Widerstand, der vom damals noch von Frankreich verwalteten Saargebiet ausging. 1935 wurde er erneut verhaftet, konnte jedoch nach Frankreich entkommen. Dort lebte er bis 1939 in der Normandie und war bei den Französischen Staatsbahnen angestellt.
Da er inzwischen – nach seiner Ausbürgerung aus Deutschland – durch Heirat französischer Staatsbürger geworden war, wurde er 1939 zum Kriegsdienst in der französischen Armee eingezogen. Zuvor hatte er den schon erwähnten Eugen Weidmann wieder getroffen und auch den ihm von früher bekannten Wilhelm Dörter. Als dieser einer Einladung von Weidmann, den er aus Frankfurt kannte, folgen wollte, vermutete Glaser dahinter eine Falle, um einen Mitwisser über die wahre Identität von Weidmann aus dem Weg zu räumen. Glaser schloss sich deshalb Dörter an und verhinderte dadurch vermutlich dessen Ermordung. Die gesamte Geschichte, in der Weidmann als Weh auftritt und Dörter als Willy Mainzer, hat Glaser am ausführlichsten in Die Geschichte des Weh verarbeitet. Sie ist aber auch Gegenstand in Geheimnis und Gewalt, wo Glaser den Namen Johann Karrer für Weidmann benutzt und Dörter als Albert in Erscheinung tritt.
Glaser geriet 1940 in deutsche Kriegsgefangenschaft. 1943 gelang ihm die Flucht aus dem Gefangenenlager in der Nähe von Görlitz; er wurde jedoch in der Nähe von Straßburg gefasst und erneut in verschiedenen deutschen Lagern interniert. Nach dem Ende des Zweiten Weltkriegs ging Glaser zurück nach Frankreich. Er arbeitete am Fließband in den Renault-Werken sowie in einer Zuckerfabrik und engagierte sich in der französischen Arbeiterbewegung. 1949 gründete er eine Werkstatt für Kupfer- und Silberschmiedearbeiten im Pariser Stadtviertel St. Germain-des-Prés. Ab 1968 lebte er mit seiner Familie im Marais-Viertel. Das Zwischeninitial „K.“ fügte Glaser seinem Namen später hinzu, nach seinen Worten als „Kreuz“ für seine verstorbene Mutter Katharina.
Seine Asche wurde auf dem Friedhof Père-Lachaise verstreut.

## Literarische Entwicklung
Glaser ist Verfasser von stark autobiografisch geprägten Prosawerken. Anfang der 1930er Jahre galt er als Vertreter der KPD-treuen proletarisch-revolutionären Literatur. Glaser ging im Laufe seines Vorkriegsexils allerdings mehr und mehr auf Distanz zur Ideologie des Kommunismus und besann sich auf seine persönlichen anarchistischen Anfänge.
Sein Hauptwerk Geheimnis und Gewalt konnte zunächst nur in französischer Übersetzung erscheinen, da deutsche Verlage eine Publikation ablehnten. Obwohl es in Frankreich wie in Deutschland höchstes Kritikerlob erntete, war ihm – u. a. wegen der chaotischen Publikationsgeschichte mit mehreren, teilweise gekürzten und sehr fehlerhaften Ausgaben – kein großer Erfolg beschieden. Die erste vollständige Ausgabe, herausgegeben von Michael Rohrwasser erschien 1989 bei der Büchergilde Gutenberg sowie bei Stroemfeld/Roter Stern. Eine Neuausgabe erschien im Frühjahr 2022 im Ça ira Verlag.

## Auszeichnungen und Bedeutung

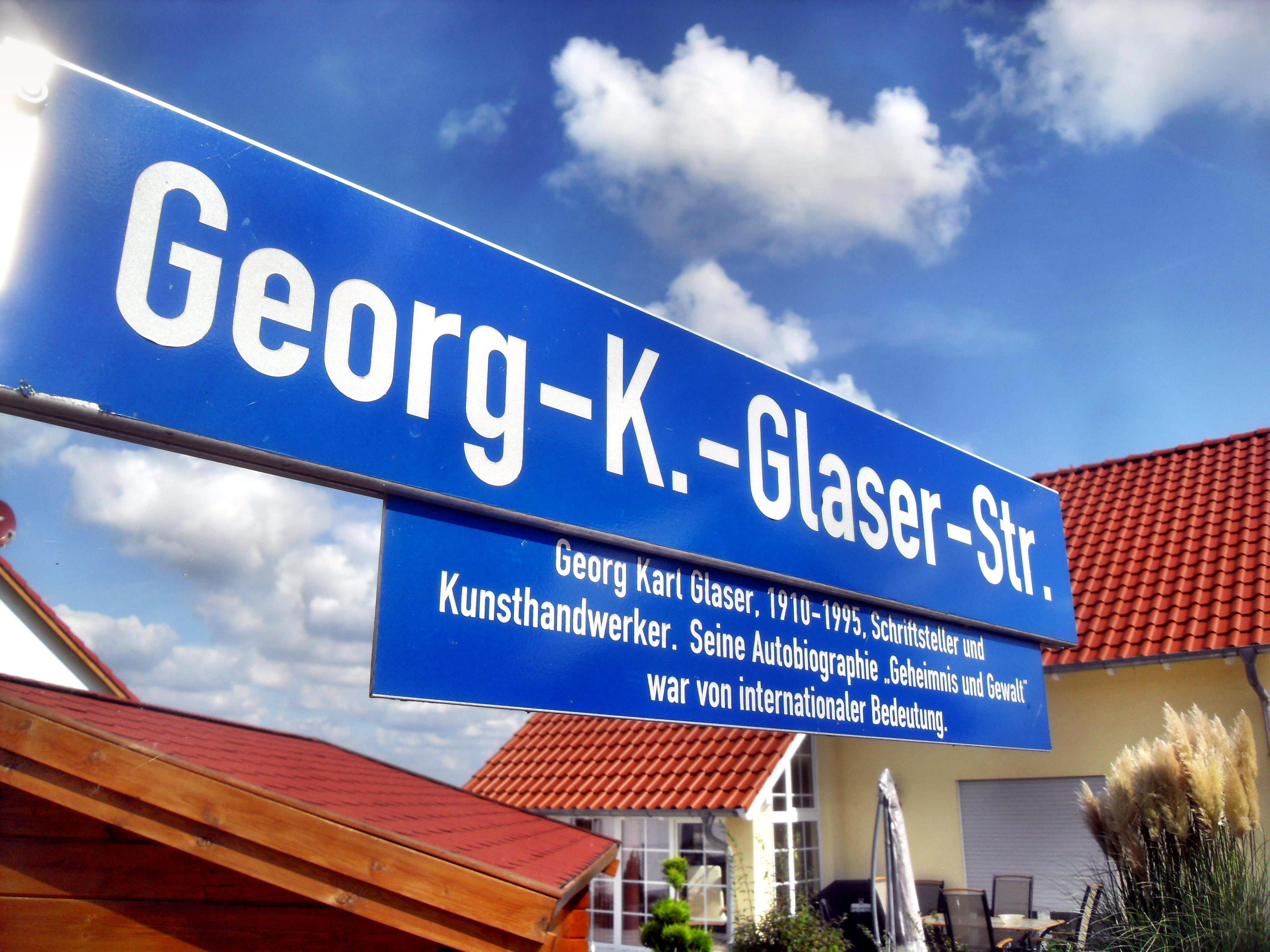
Straßenschild der Georg-K.-Glaser-Straße in Guntersblum

Glaser erhielt 1992 den Verdienstorden des Landes Rheinland-Pfalz und den Preis der Deutschen Schillerstiftung, 1994 die Johanna-Kirchner-Medaille der Stadt Frankfurt am Main sowie den Pfalzpreis für Literatur des Bezirksverbandes Pfalz.
Der Autor gilt auch heute noch als einer der großen Außenseiter und Unbekannten der deutschen Literatur des 20. Jahrhunderts. Zu seinem Andenken vergeben der SWR und das rheinland-pfälzische Kulturministerium jährlich den Georg-K.-Glaser-Preis für Literatur.
Der Berliner Filmemacher Harun Farocki porträtierte Glaser 1988 in dem TV-Film Georg K. Glaser – Schriftsteller und Schmied. Das SWR Fernsehen widmete ihm 2010 in der Reihe Auf der Spur … die Folge …eines rheinhessischen Rebellen – Georg K. Glaser.
In seinem Geburtsort Guntersblum ist eine Straße nach ihm benannt worden. Die unter dem Straßenschild angebrachte Informationstafel nennt fälschlicherweise Karl als zweiten Vornamen.

## Werke
- Schluckebier, Berlin [u. a.] 1932, Neuauflage, hrsg. von Walter Fähnders und Helga Karrenbrock. Klaus Guhl, Berlin 1979 (Mit einer Vorbemerkung von Georg Glaser: Vorwort. An den möglichen Leser).
- Schluckebier, Berlin [u. a.] 1932, Neuauflage (zugleich Band 1 der neuen von Michael Rohrwasser herausgegebenen Werk-Ausgabe), Ça ira Verlag, Frankfurt am Main und Basel 2007.
- Geheimnis und Gewalt, Frankfurt am Main und Basel, 1989.

Bd. 1 (1951)
Bd. 2 (1951)
- Die Geschichte des Weh, Hamburg [u. a.] 1968.
- Aus der Chronik der Rosengasse und andere kleine Arbeiten, Berlin [u. a.] 1985.
- Jenseits der Grenzen, Düsseldorf 1985.
- Marinus van der Lubbe, Drama (unveröffentlicht).
- Die Geschichte des Weh. Erzählung (Werke 4). Herausgegeben von Ralph Schock, Ça ira, Freiburg 2023, ISBN 978-3-86259-186-2.